# Lincoln Township (Illinois)
Lincoln Township est un township du comté d'Ogle dans l'Illinois, aux États-Unis,. Le township est fondé en septembre 1869.

## Source de la traduction
- (en) Cet article est partiellement ou en totalité issu de l’article de Wikipédia en anglais intitulé « Lincoln Township, Ogle County, Illinois » (voir la liste des auteurs).